# Шмонин, Елисей Иванович
Елисе́й Ива́нович Шмо́нин (7 февраля 1940) — советский футболист, выступал на позиции полузащитника.

## Биография
Елисей Шмонин — воспитанник юношеской команды из города Стерлитамака. В профессиональном футболе дебютировал в 1962 году, проведя сезон в Первой лиге Чемпионата СССР в составе уфимского «Строителя». В дебютный для себя год Шмонин сыграл 6 матчей и забил 1 гол. По итогам сезона клуб вылетел во Вторую лигу, в которой Елисей выступал весь 1963 год.
В 1964 был призван в армию, проходил службу в куйбышевском СКА. Играл за него в областном первенстве, а в 1966 году в Первенстве Вооруженных Сил. После армии был приглашен в куйбышевские «Крылья Советов», сыграл 2 матча в Высшей лиге и 23 игры за дублирующий состав. С 1967 играл во Второй лиге за стерлитамакский «Каучук». В 1970 году «Каучук» отказался от участия в чемпионате страны и Шмонин завершил карьеру футболиста.
В 2010-х годах работал в Стерлитамаке главным технологом ЗАО «Спецремстрой».